# Nummer 1-hits in de Billboard Hot 100 in 1978
Deze hits stonden in 1978 op nummer 1 in de Billboard Hot 100.
| Datum        | Artiest                            | Titel                          |
| ------------ | ---------------------------------- | ------------------------------ |
| 7 januari    | Bee Gees                           | How deep is your love          |
| 14 januari   | Player                             | Baby Come Back                 |
| 21 januari   | Player                             | Baby come back                 |
| 28 januari   | Player                             | Baby come back                 |
| 4 februari   | Bee Gees                           | Stayin' alive                  |
| 11 februari  | Bee Gees                           | Stayin' alive                  |
| 18 februari  | Bee Gees                           | Stayin' alive                  |
| 25 februari  | Bee Gees                           | Stayin' alive                  |
| 4 maart      | Andy Gibb                          | (Love is) Thicker than water   |
| 11 maart     | Andy Gibb                          | (Love is) Thicker than water   |
| 18 maart     | Bee Gees                           | Night fever                    |
| 25 maart     | Bee Gees                           | Night fever                    |
| 1 april      | Bee Gees                           | Night fever                    |
| 8 april      | Bee Gees                           | Night fever                    |
| 15 april     | Bee Gees                           | Night fever                    |
| 22 april     | Bee Gees                           | Night fever                    |
| 29 april     | Bee Gees                           | Night fever                    |
| 6 mei        | Bee Gees                           | Night fever                    |
| 13 mei       | Yvonne Elliman                     | If I can't have you            |
| 20 mei       | Wings                              | With a little luck             |
| 27 mei       | Wings                              | With a little luck             |
| 3 juni       | Johnny Mathis & Deniece Williams   | Too much, too little, too late |
| 10 juni      | John Travolta & Olivia Newton-John | You're the one that I want     |
| 17 juni      | Andy Gibb                          | Shadow dancing                 |
| 24 juni      | Andy Gibb                          | Shadow dancing                 |
| 1 juli       | Andy Gibb                          | Shadow dancing                 |
| 8 juli       | Andy Gibb                          | Shadow dancing                 |
| 15 juli      | Andy Gibb                          | Shadow dancing                 |
| 22 juli      | Andy Gibb                          | Shadow dancing                 |
| 29 juli      | Andy Gibb                          | Shadow dancing                 |
| 5 augustus   | Rolling Stones                     | Miss you                       |
| 12 augustus  | Commodores                         | Three times a lady             |
| 19 augustus  | Commodores                         | Three times a lady             |
| 26 augustus  | Frankie Valli                      | Grease                         |
| 2 september  | Frankie Valli                      | Grease                         |
| 9 september  | A Taste of Honey                   | Boogie oogie oogie             |
| 16 september | A Taste of Honey                   | Boogie oogie oogie             |
| 23 september | A Taste of Honey                   | Boogie oogie oogie             |
| 30 september | Exile                              | Kiss you all over              |
| 7 oktober    | Exile                              | Kiss you all over              |
| 14 oktober   | Exile                              | Kiss you all over              |
| 21 oktober   | Exile                              | Kiss you all over              |
| 28 oktober   | Nick Gilder                        | Hot child in the city          |
| 4 november   | Anne Murray                        | You needed me                  |
| 11 november  | Donna Summer                       | MacArthur Park                 |
| 18 november  | Donna Summer                       | MacArthur Park                 |
| 25 november  | Donna Summer                       | MacArthur Park                 |
| 2 december   | Barbra Streisand & Neil Diamond    | You don't bring me flowers     |
| 9 december   | Chic                               | Le freak                       |
| 16 december  | Barbra Streisand & Neil Diamond    | You don't bring me flowers     |
| 23 december  | Chic                               | Le freak                       |
| 30 december  | Chic                               | Le freak                       |

1940 ·
1941 · 
1942 ·
1943 ·
1944 ·
1945 ·
1946 ·
1947 ·
1948 ·
1949 ·
1950 ·
1951 ·
1952 ·
1953 ·
1954 ·
1955 ·
1956 ·
1957 ·
1958 ·
1959 ·
1960 ·
1961 ·
1962 ·
1963 ·
1964 ·
1965 ·
1966 ·
1967 ·
1968 ·
1969 ·
1970 ·
1971 ·
1972 ·
1973 ·
1974 ·
1975 ·
1976 ·
1977 ·
1978 ·
1979 ·
1980 ·
1981 ·
1982 ·
1983 ·
1984 ·
1985 ·
1986 ·
1987 ·
1988 ·
1989 ·
1990 ·
1991 ·
1992 ·
1993 ·
1994 ·
1995 ·
1996 ·
1997 ·
1998 ·
1999 ·
2000 ·
2001 ·
2002 ·
2003 ·
2004 ·
2005 ·
2006 ·
2007 ·
2008 ·
2009 ·
2010 ·
2011 ·
2012 ·
2013 ·
2014 ·
2015 ·
2016 ·
2017 ·
2018 ·
2019 ·
2020 ·
2021 ·
2022 ·
2023
- Nederland (Top 40)
- Nederland (Single Top 100)
- Vlaanderen (Radio 2 Top 30)
- Duitsland
- Verenigd Koninkrijk
- Verenigde Staten (Hot 100)